# 보험중개인
보험중개인(保險仲介人, Insurance broker)이란 보험자와 보험계약자의 계약을 중개하는 독립된 상인이다. 보험중개인은 사실행위인 중개를 할 뿐 체약대리권, 고지수령권, 보험료수령권 등의 권한은 없으나, 보험료 협상권이 인정된다. 보험중개인의 자격 취득은 금융감독원의 시험을 통한다.

## 참고 문헌
- 이기수∙최병규∙김인현, 『보험∙해상법』, 박영사, 2008. ISBN 9788910515210
- 전우현, 보험중개사의 법률관계, 한국학술정보, 2006. ISBN 9788953450226